# 第5屆金馬獎
第5屆金馬獎，又稱五十六年優良國語影片展覽暨金馬獎頒獎典禮，是由中華民國官方舉辦，獎勵優良國語影片之評選活動，為1967年度華語電影的年度盛事。

## 活動安排
本屆優良國語影片展覽於1967年10月27日至10月30日在台北市中山堂中正廳一連四天公開放映。頒獎典禮於台灣時間1967年10月30日下午二時在台北市中山堂中正廳舉行，由新聞局局長魏景蒙主持，行政院副院長黃少谷致詞並擔任頒奬人，中國廣播公司轉播實況，最後由中國小姐劉秀嫚訪問各金馬獎得主，訪問結束後，由《幾度夕陽紅》封后的江青代表全體得獎人致謝詞。新聞局於10月3日公布該年度金馬獎國語影片及最佳個人技術獎得獎名單。

## 我女若蘭與謝玲玲
中影出品《我女若蘭》共獲六項大獎，與第二屆李翰祥導演《梁山伯與祝英台》獲獎數相同。本片童星謝玲玲以《我女若蘭》獲第13屆亞洲影展最佳童星獎，亦獲第5屆金馬獎最佳童星，成為雙料得主。在金馬獎還未創立的1950年代，張小燕就曾三度榮獲亞洲影展的童星獎，因此謝玲玲被視為自張小燕以來，最適合接棒的童星人選。

## 得獎名單
- 第15屆之前，金馬獎採事前公佈得獎名單的方式，因此無「入圍名單」[8]。

下列之標記為該獎項之得獎者。

## 得獎統計
總共有10部電影獲獎，僅計入正式競賽獎項。
| 得獎數量 | 電影名稱       | 得獎獎項                                                                 |
| -------- | -------------- | ------------------------------------------------------------------------ |
| 6        | 《我女若蘭》   | 最佳劇情片、最佳導演、最佳童星、最佳彩色攝影、最佳剪輯、最佳彩色美術設計 |
| 3        | 《高山仰止》   | 最佳紀錄片、最佳紀錄片攝影、最佳紀錄片策劃                               |
| 3        | 《蘇小妹》     | 優等劇情片、最佳編劇、最佳錄音                                           |
| 2        | 《何日君再來》 | 優等劇情片、最佳音樂非歌劇（舞）片                                       |
| 2        | 《藍與黑》     | 優等劇情片、最佳女配角                                                   |
| 1        | 《貞節牌坊》   | 最佳男配角                                                               |
| 1        | 《故鄉劫》     | 最佳男主角                                                               |
| 1        | 《台灣新面貌》 | 優等紀錄片                                                               |
| 1        | 《國軍運動會》 | 優等紀錄片                                                               |
| 1        | 《幾度夕陽紅》 | 最佳女主角                                                               |

## 外部連結
- 第5屆金馬獎名單 （页面存档备份，存于）（繁體中文）
- 五十六年優良國語影片金馬獎頒獎 （页面存档备份，存于）（繁體中文）
- 時光網-第5届台湾电影金马奖 （页面存档备份，存于）